# 阿蘭加圖伊湖
53°34′32″N 109°4′9″E / 53.57556°N 109.06917°E

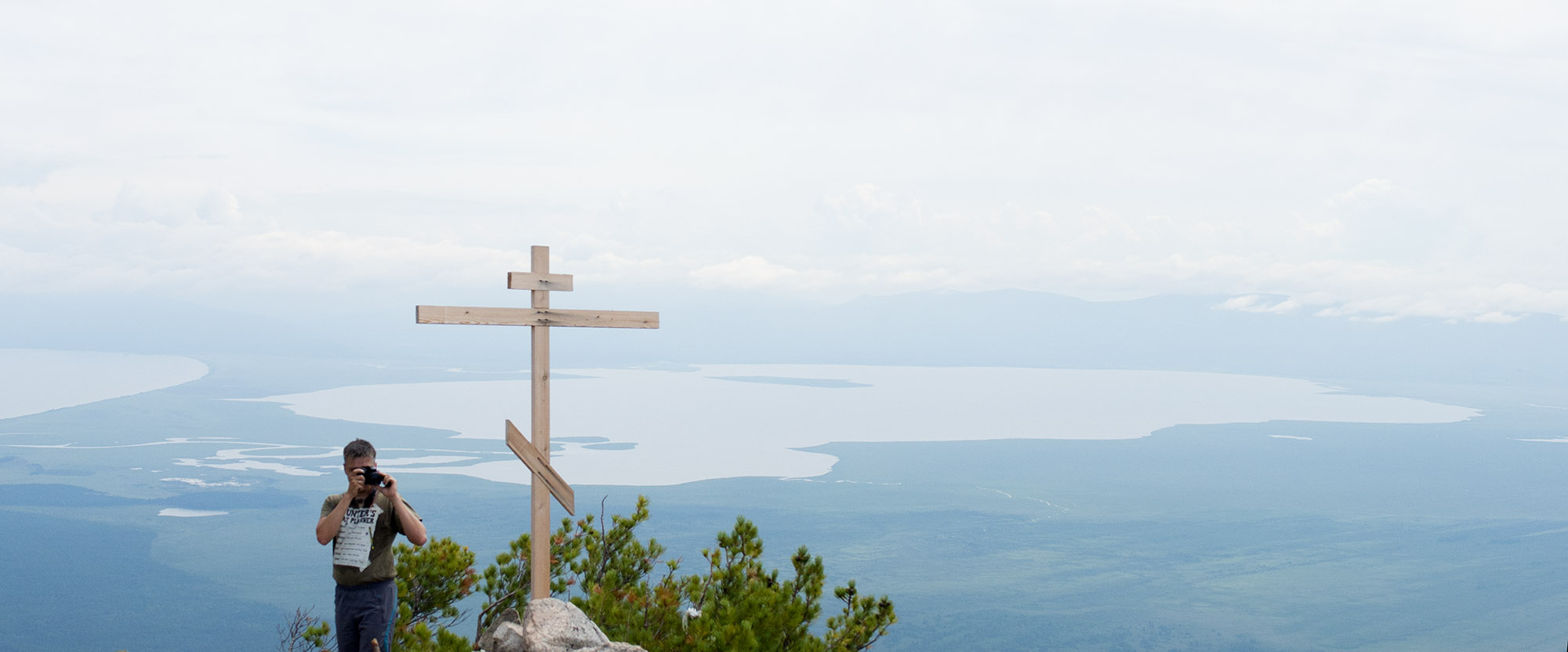

阿蘭加圖伊湖（俄语：Арангатуй），是俄羅斯的湖泊，位於該國南部，由布里亞特共和國負責管轄，長12公里、寬7.3公里，面積54.2平方公里，集水區面積319平方公里，海拔高度456米，平均水深10米。